# Atanycolus cappaerti
Atanycolus cappaerti – gatunek błonkówki z rodziny męczelkowatych.

## Zasięg występowania
Gatunek ten występuje w Ameryce Północnej.

## Budowa ciała
Samice osiągają 5–7 mm długości ciała i posiadają długie na 6 mm pokładełko. Samce osiągają 4 mm długości.
Głowa i tułów czarne, odwłok jasnoczerwony.

## Biologia i ekologia
Atanycolus cappaerti jest samotnym parazytiodem mszyc.

## Znaczenie dla człowieka
Gatunek ten jest stosowany w biologicznych metodach kontroli liczebności szkodników.